# Polizeibataillon
Polizeibataillone waren militärisch organisierte, bewaffnete Einheiten der Ordnungspolizei des nationalsozialistischen Deutschlands während des Zweiten Weltkriegs.

## Beschreibung
Ein Bataillon ist eine taktische, militärische Einheit mit einem Führungsstab und zwei oder mehr Kompanien. Die Ordnungspolizei (uniformierte Polizei) unter Kurt Daluege hatte im Jahr 1939 zur Unterstützung der Wehrmacht 21 Polizei-Bataillone mit je rund 500 Mann aufzustellen, die später ihre ausgebildeten Mannschaften zur Bildung weiterer Bataillone abgaben.

## Hintergrund
Bis zur NS-Machtübernahme war die Polizei im Deutschen Reich nicht zentral gesteuert, die einzelnen Länder verfügten über eigene Polizeikräfte. Der Beginn der Umformung der Polizei im nationalsozialistischen Sinne begann mit dem Gesetz zur Wiederherstellung des Berufsbeamtentums vom 4. April 1933, das allen Beamten des Reichs vorschrieb, „jederzeit rückhaltlos für den nationalen Staat ein(zu)treten.“ Basierend auf diesem Gesetz, wurde die Grundlage für die Bildung der Geheimen Staatspolizei und eines grundsätzlich veränderten Aufbaus der Polizeiorganisation im Deutschen Reich, schon im gleichen Jahr durch Hermann Göring geschaffen. Mit dem Gesetz über den Neuaufbau des Reiches vom 30. Januar 1934 wurde durch die Reichsregierung die Voraussetzung für eine Zentralisierung der Polizei im Berliner Innenministerium geschaffen.

Im Zuge der Aufrüstung der Wehrmacht wurden die Landespolizeieinheiten durch eine gesetzliche Regelung vom 3. Juli 1935 in die Wehrmacht überführt. Damit wurden bis Dezember 1938 48.212 Angehörige der Polizei Wehrmachtsangehörige. Ein vom Chef der Ordnungspolizei, Kurt Daluege, im Dezember 1938 verfasste Studie zu Organisation, Aufgaben und Personalbedarf der Ordnungspolizei, wies bereits in dieser Zeit Aufgabenbereiche auf, welche im nationalsozialistischen Staat vermehrt zur Aufgabe der Ordnungspolizei werden sollte. Dies waren die Begleitung von Gefangenentransporten und die Verstärkung von Wachmannschaften von Konzentrationslagern. Im Bereich der Gendarmerie entstanden durch die Aufrüstung und nationale Großbauprojekte, zusätzliche Aufgabengebiete, wie bei den Großbaustellen für Reichsautobahnen, neue Rüstungsbetriebe, neue Befestigungsanlagen.
Ende des Jahres 1938 entstand ein neuer Aufgabenbereich, der Ordnungspolizei wurde die Aufgabe „Rückführung von Flüchtlingen“ und Bildung einer „Auffangorganisation“ übertragen. Hierzu hatte die Ordnungspolizei 27.000 Mann zu stellen. Auch die Überwachung der wehrpflichtigen Bürger wurde eine Aufgabe, für die 3.500 Polizisten von der Organisation gestellt werden mussten. 

Der erste Einsatz von Polizeikräften zwecks „Rückführung“ erfolgte gemeinsam mit Wehrmachtstruppen beim „Anschluss“ Österreichs im März 1938 und der Eingliederung des „Sudetenlandes“ im Oktober 1938. 

Im Dezember 1938 bildete die Ordnungspolizei durch eine Abgabe von ca. 9.000 Mann das Feldgendarmerie-Korps.

## Aufstellung von Polizeibataillonen im Krieg
Die deutschen Polizeibataillone wurden ab Kriegsbeginn am 1. September 1939 in Polen eingesetzt und waren zum größten Teil der Wehrmacht unterstellt. Sie sollten im Hinterland der eroberten Gebiete die Sicherungstruppen der Wehrmacht entlasten. Kompanien und Züge der Polizeibataillone wurden aber auch Einsatzgruppen der Sicherheitspolizei und des SD zugeteilt und für die Vertreibung und Ermordung von Juden und von Zivilisten in eroberten Gebieten eingesetzt. Im weiteren Kriegsverlauf kamen Polizeibataillone bzw. Polizeiregimenter vermehrt in Frontbereichen zum Einsatz (Rückzug) und waren direkt Wehrmachtsteilen unterstellt.

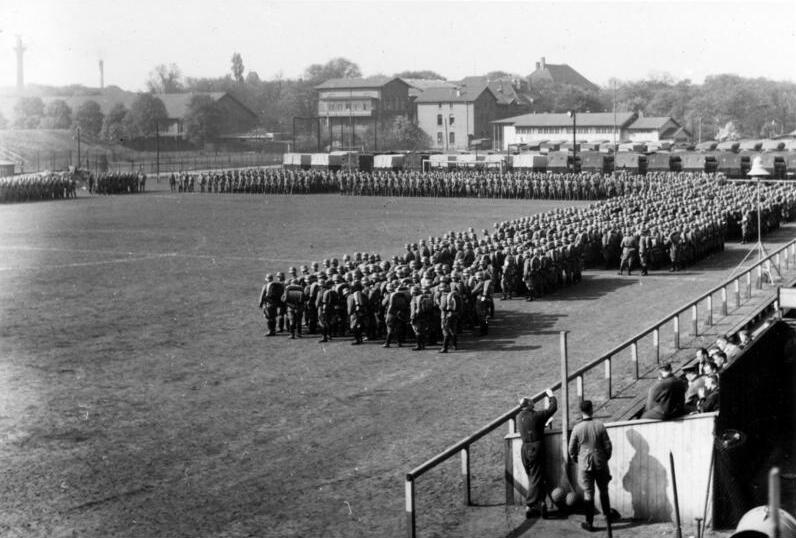
Polizeibataillon 9: Verabschiedung nach Norwegen

Als Kommandeure und Mannschaftsführer der Polizeibataillone setzte das Kommandoamt der Ordnungspolizei bevorzugt Polizeibeamte mit Vorpraxis ein, die entweder schon im Ersten Weltkrieg gedient oder bereits (ab 1935) den Wehrdienst absolviert oder in SS- und SA-Formationen ein Waffentraining erhalten hatten. Um alle auf die Kriegserfordernisse und auch auf die künftigen Führungsaufgaben in den Polizeitruppen vorzubereiten, organisierte das Kommandoamt der Ordnungspolizei in den ersten Monaten 1940 ein umfangreiches Lehrgangsangebot, an diesen konnten auch „geeignete“ Männer der Hilfspolizei/Polizeireserve teilnehmen.
Die Basis der Bataillone stellten entweder Hilfspolizisten (Polizeireserve) oder ungediente Wehrpflichtige, die die Schutzpolizei nach Kriegsbeginn anwerben konnte.

### Reserve-Polizei-Bataillone
Die einfache Mannschaft der Polizei-Reserve-Bataillone setzte sich durchgängig aus Männern der Hilfspolizei des Verstärkten Polizeischutzes/VPS zusammen, im Dezember 1939 wurden sie in Anerkennung ihres Einsatzes beim Überfall auf Polen in „Polizeireserve“ umbenannt – daher dann die Bezeichnung Reserve-Polizeibataillone. Die Hilfspolizisten der VPS wurden ab 1937 im Zuge der Kriegsvorbereitung als Ersatz für Abgänge von Polizisten und Gendarmen im Krieg ausgehoben. Sie arbeiteten weiter in ihren Berufen und wurden nur an Wochenenden für ihre Polizeiarbeit ausgebildet und trainiert. Es handelte sich um bereits ältere Ungediente der Jg. 1901–1909, die von der Wehrmacht vom Wehrdienst freigestellt wurden. Sie konnten je nach Bedarf über die Notdienstverordnung mobilisiert werden. Zu Kriegsbeginn war der VPS auf bereits über 90.000 Mann angewachsen, ab 1943 wurden auch Männer der Jg. 1900 und älter zur Reserve eingezogen. Nur ein Teil der Hilfspolizisten/Polizeireserve kam jedoch – und zumeist auch nur temporär – in Polizeibataillonen zum Einsatz. Reserve-Polizeibataillone wurden lokal aufgestellt, die Nummerierung verweist auf den jeweiligen Wehrkreis.

### Wachtmeister- und Anwärterbataillone, Polizeidivision
Kurz nach Kriegsbeginn genehmigte die Wehrmacht der Schutzpolizei die Anwerbung von 26.000 ungedienten Wehrpflichtigen der weißen Jahrgänge 1918–20 und 1909–1912. Mit diesen Neuzugängen konnten 1940/41 weitere 31 Polizei-Bataillone aufgestellt werden. Die Rekruten kamen nach Musterung und Überprüfung erst ab Ende Februar 1940 mit einem Einberufungsbefehl ihres Wehrbezirkes in eine vom Kommandoamt der Ordnungspolizei zugewiesene Polizeikaserne. Mit dem Tag des Kaserneneintritts wurden sie Polizeibeamte, aber sie blieben Ersatzreserve I, ihr Dienst im Polizeibataillon wurde als aktiver Wehrdienst anerkannt. Die einfache Mannschaft dieser Polizeibataillone war nicht nur jünger als jene der Reserve-Polizei-Bataillone, sondern auch militärisch besser auf ihre Einsätze vorbereitet. Erst nach einigen Monaten kaserniertem Training wurden die Ausbildungsbataillone in Anwärterbataillone Nr. 251–256 (jüngere Jahrgänge, v. a. Jg. 1920, ) und Wachtmeisterbataillone Nr. 301 – 325 (ältere Jahrgänge, v. a. Jg. 1909, 1911/12) umgewandelt. Die Rekruten hatten sich zum aktiven Polizeidienst zu verpflichten und sollten nach 12 Dienstjahren als Beamte auf Lebenszeit übernommen werden. Die jüngeren Jahrgänge 1918–1920 (9000 Mann) wurden als Polizeianwärter (ranggleich dem einfachen Schützen) eingestellt, die älteren Jahrgänge (17 000 Mann) als Polizeiwachtmeister mit (über) vier Dienstjahren (ab 1941 Rottwachtmeister, beide ranggleich dem Obergefreiten). Die Nummernbezeichnung dieser „neuen“ Bataillone richtete sich nach der Aufstellungsabfolge und hat keinen Bezug zum Aufstellungsort/Wehrkreis. Die ersten Bataillone waren bereits im Herbst 1940 einsatzbereit. Auch bei den „neuen“ Bataillonen gab es – wie bei den Reserve-Polizeibataillonen generell – Wechsel in den Führungsebenen, aber die Mannschaft der Wehrpflichtigen blieb mehrheitlich bis Kriegsende bei ihrem Bataillon.
Als Hitler nach dem Erfolg in Polen am 18. September 1939 die Aufstellung einer frontverwendungsfähigen Polizeidivision befahl, benötigte man dringend Rekruten. Daher kam weit mehr als die Hälfte der für die Schutzpolizei Aufgenommenen der 26.000-Mann-Quote nicht in ein Wachtmeister-/Anwärterbataillon, sondern wurde nach zumeist kurzer Verweildauer in Ausbildungsbataillone der Polizeidivision versetzt. Vorrangig wurden Wehrpflichtige der jüngeren Jahrgänge zugewiesen, aber auch Jahrgänge 1909–1912. Die Polizeidivision wurde bereits ab 8. März 1940 von der Wehrmacht als Teil der Waffen-SS eingestuft, die Angehörigen (Vorkriegspolizisten wie Rekruten) blieben aber weiter dienstrechtlich Teil der Ordnungspolizei, erst im Herbst 1942 wurden die noch in der Polizeidivision Verbliebenen auch mit Personalakten in den Administrativbereich der Waffen-SS übernommen.

### Aufstellung von Polizei-Regimentern
Im Juli 1942 wurden alle damals bestehenden Polizeibataillone in 28 motorisierte Polizei-Regimenter zusammengefasst. Von den 75 Polizeibataillonen waren 47 Pol.Res.Bataillone, 10 weitere sollten lokal aufgestellt werden, von den neuen Bataillonen gab es nur mehr 28. Jedes Regiment bestand aus 3 Bataillonen, zudem sollte jedes Regiment auch über eine Nachrichten-, Panzerspäh- und Panzerjäger-Kompanie verfügen. Viele Bataillone verblieben dennoch weiter in ihrem Einsatzgebiet und Aufgabenbereich. Mit der Zusammenlegung in Regimentern konnten nicht nur neue Posten geschaffen und Belohnungen/Beförderungen verteilt werden. Ziel dieser Umstrukturierung war auch, die Bataillone von ihren Heimatdienstorten zu lösen und die Militarisierung der Polizeitruppen zu befördern. Die Bataillone wurden letztlich in ihren Heimatstandort belassen, aber ihre individuelle Bezeichnung wurde durch römischen Ziffern (I./II./III.Batl) ersetzt und die Kompanien durchlaufend mit 1.–12. nummeriert.
Mit Erlass O.Kdo. I O (3) 1 Nr. 105/43 vom 12. März 1943 wurde ein Befehl Himmlers (I 462/43 Adj. vom 24. Februar 1943) umgesetzt und allen Polizeiregimentern nominell ein SS vorangestellt, sie blieben jedoch Einheiten der Ordnungspolizei. Die Umbenennung diente vor allem der Unterscheidung zu den kurz darauf (29. März 1943) aufgestellten Polizei-Schützen-Regimentern, die von deutschem Personal geführt, deren Mannschaft jedoch aus angeworbenen Männern besetzter Gebiete rekrutiert wurde. (Deren Nummerierung begann mit Nr. 31.)

### Namensregimenter
Zwischen Oktober 1943 und Oktober 1944 wurden aus Südtirolern zudem die vier zusätzlichen Polizeiregimenter „Bozen“, „Alpenvorland“, „Schlanders“ und „Brixen“ aufgestellt.

## Geschichte

### Besetzung Polens
Die ersten Polizeibataillone wurden im Sommer 1939 in den zu diesen Zeiten bestehenden Wehrkreisen gebildet und mit einer römischen Ziffer und einer arabischen Nummer in Kombination  nummeriert z.B. Polizei-Bataillon II/1, welches später in Polizei-Bataillon 63 umbenannt wurde. Die Polizei-Bataillone, die auch in größeren Rahmenorganisationen, die als Polizeigruppe oder Polizei-Regimenter bezeichnet wurden, organisiert waren, folgten in Polen den Einsatzgruppen, welche wiederum unmittelbar den Kampftruppen der Wehrmacht folgten. Somit kamen diese Verbände während des deutschen Angriffskrieges gegen Polen nach dem 1. September 1939 im rückwärtigen Armeegebiet zum Einsatz. Hierbei wurden die Ordnungspolizisten in einigen Fällen auch in Kampfhandlungen mit regulären polnischen Truppen verwickelt.
Eigentlich sollten die Polizei-Bataillone nur für die Gefangennahme versprengter Soldaten, das Einsammeln des vom Gegner zurückgelassenen Kriegsgerätes, für die Bewachung von Kriegsgefangenenlagern und Begleitung von Kriegsgefangenentransporte eingesetzt werden. Als Unterstützung hatte die Ordnungspolizei, die während des „Feldzuges“ mit 103 Offizieren und 5805 Unteroffizieren und Mannschaften an der militärischen Besetzung beteiligt war, noch 16 Kompanien des Nationalsozialistischen Kraftfahr-Korps (NSKK) unterstellt bekommen. Diese sorgten in größeren Städten für die Verkehrsregelung.
Im Bereich des Armeeoberkommando 14 kamen fünf Polizei-Bataillone, im Bereich des Armeeoberkommando 10 kamen vier Polizei-Bataillone, im Bereich des Armeeoberkommando 8 ein Polizei-Bataillon zum Einsatz. Ein Bataillon war unmittelbar dem Militärbefehlshaber Polen unterstellt und dem Armeeoberkommando 4 ein Bataillon und eine berittene Polizei-Abteilung.

### Weiterer Kriegsverlauf
Insbesondere im Verlauf des Angriffskrieges gegen die Sowjetunion, welcher 1941 als Unternehmen Barbarossa begann, wurde zahlreiche neu aufgestellte Polizei-Bataillone zum Einsatz gebracht. Im weiteren Verlauf des Krieges im Osten wurde die bis dahin eigenständigen Verbände zum größten Teil in Regimentern organisiert.

## In Kriegsverbrechen verwickelte Polizeibataillone
Im weiteren Verlauf des Krieges begingen Polizeieinheiten auch Kriegsverbrechen wie Verschleppungen und Massenmorde. Stefan Klemp kommt in seiner Studie zu dem Schluss, dass direkten Aktionen der ca. 50.000 Bataillonsangehörigen „mindestens eine halbe Million Menschen“ zum Opfer fielen. Er hatte Daten zu 125 Bataillonen ermittelt. Mindestens 75 davon standen im Verdacht, direkt oder indirekt an Massenverbrechen beteiligt gewesen zu sein. In der Bundesrepublik wurde ab 1954 gegen Angehörige verschiedener Bataillone ermittelt, es kam zu Verurteilungen und Schuldsprüchen.
Insbesondere für folgende Einheiten sind Kriegsverbrechen bekannt geworden:
| Polizei-Bataillone - Polizei-Bataillon 111 - Polizei-Bataillon 303 - Polizei-Bataillon 304 - Polizei-Bataillon 306 - Polizei-Bataillon 307 - Polizei-Bataillon 309 - Polizei-Bataillon 316 - Polizei-Bataillon 320 - Polizei-Bataillon 322 | Reserve-Polizei-Bataillone - Reserve-Polizei-Bataillon 3 - Reserve-Polizei-Bataillon 9 - Reserve-Polizei-Bataillon 11 - Reserve-Polizei-Bataillon 61 - Reserve-Polizei-Bataillon 64 - Reserve-Polizei-Bataillon 101 - Reserve-Polizei-Bataillon 105 - Reserve-Polizei-Bataillon 133 |

Aufgrund der speziellen Aufgabenstellung an die Polizei-Bataillone sind nahezu alle Verbände im Verlauf des Krieges in die überwiegend verbrecherischen Repressions- und Verfolgungsmaßnahmen des nationalsozialistischen Systems involviert gewesen. Einige Verbände jedoch durch die Stationierungen jenseits des östlichen und südlichen Kriegsschauplatzes, weniger stark als andere.